# XOR (joc video)
XOR este un joc pe calculator creat de firma Astral Software Ltd în 1987, putându-se juca 
pe mai multe platforme, printre care și ZX Spectrum.

## Descriere joc
XOR este un joc de logică, conținând 15 niveluri, fiecare constând dintr-un labirint (de dimensiune 32x32), în care se află un anumit număr de măști, care trebuie colecționate în totalitate. Jucătorul dispune de 2 cursoare, sub formă de scuturi (Magus și Questor), care se pot mișca în sus, jos, stânga sau dreapta, fiecare din scuturi fiind manevrat pe rând, și cu care se colecționează măștile. Scuturile se află, la începutul fiecărui nivel, în părți diferite ale labirintului, iar diferitele obstacole din fiecare labirint trebuie mutate sau distruse, pentru a avea acces la toate măștile. În anumite niveluri este necesară folosirea în cooperare a ambelor scuturi. Aceste obstacole, la rândul lor, pot distruge scuturile, ducând la imposibilitatea terminării nivelului. În anumite niveluri totuși, pentru a colecționa toate măștile, este necesară sacrificarea unui scut. După colecționarea tuturor măștilor trebuie gasită ieșirea din labirint, de forma unei uși.
După rezolvarea fiecărui nivel, jucătorul află câte o litera a unei anagrame, care duce la descoperirea "adevăratei naturi a lui XOR".
O descriere a jocului făcută de Logotron, distribuitorul jocului: "There are no random events in XOR's labyrinthine palace, and there is no premium on hand-eye coordination. You have all the time in the world to work out the precise nature of the hazards you encounter. Logical thinking, strategy and tactical problem solving are part of the XOR experience. And XOR is not simply about finding solutions. If you can solve the entire puzzle (15 levels plus an encrypted anagram), you qualify to be a member of the Order of XOR. With a certificate and a badge to prove it".

Jocul a avut parte de câteva remake-uri, printre care și pentru Windows.